# Марк Септимий Апер
Марк Септимий Апер (на латински: Marcus Septimius Апер; * 35 г.) е римлянин през 1 век и прадядо на римския император Септимий Север (193 – 211).
Произлиза от римската плебейска фамилия Септимии, клон Апер от Лептис Магна (югоизточно от Картаген (днешна Либия) в Северна Африка. Фамилията му говори на либийско-пунски език.
Той е женен за Октавия и е баща на римския конник Луций Септимий Север (* 70; † 110), който се жени за Витория (* 85), дъщеря на Марк Виторий Марцел (* 60, † 105; суфектконсул през 105 г.) и съпругата му Хозидия Гета (* 65), дъщеря на Гней Хозидий Гета (суфектконсул 47 г.).
Синът му Луций има с Витория син Публий Септимий Гета (* 110; † 198), който се жени за Фулвия Пия (* 125; † 198), сестра на Гай Фулвий Плавциан (консул 203 г.) и става баща на император Септимий Север (* 146, † 211; император 193 – 211) и на Публий Септимий Гета (суфектконсул 191 г., консул 203 г. и легат на провинция Долна Мизия) и на Септимия Октавила.
Марк е роднина на Септимий, суфектконсул при император Антонин Пий (* 138; † 161), който е баща на Гай Септимий Север (суфектконсул 160 г.) и Публий Септимий Апер (суфектконсул 153 г.).
Марк Септимий Апер е прапрадядо на императорите Каракала и Публий Септимий Гета.